# فرانسوا لوران دي آرلانديز

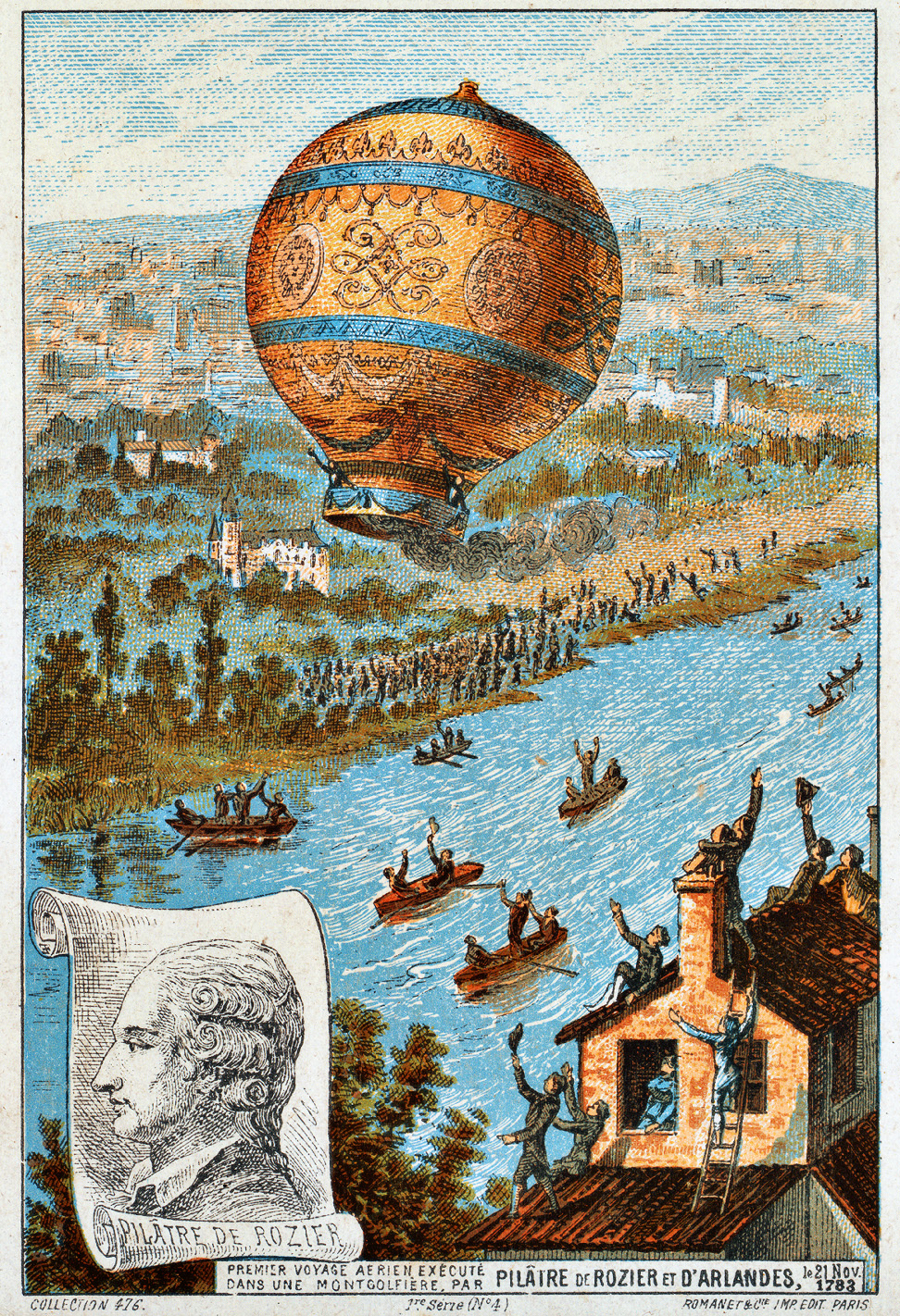
رسم تصويري لأول رحلة منطاد مجانية مأهولة قدماها فرانسوا لورا دي آرلانديز و جان فرانسوا بيلاتير على منطاد الأخوان مونغولفييه في 21 نوفمبر 1783م في أواخر القرن 19.

فرانسوا لوران دي آرلانديز (بالفرنسية: François Laurent le Vieux d'Arlandes) ( ولد في العام  1742 م- ومات في  1 مايو 1809 م ), كان ماركيزاً فرنسياً, جندياً و رائد للمنطاد الهوائي. فرانسوا لوران و جان فرانسوا بيلاتير دي روزييه قدما أول رحلة مجانية مأهولة على منطاد الأخوان مونغولفييه في  21 نوفمبر 1783م.

## روابط خارجية
- فرانسوا لوران دي آرلانديز على موقع الموسوعة البريطانية (الإنجليزية)